# Схинас
 Тази статия е за селото в Гърция.  За гръцкия политик вижте Маргаритис Схинас.  
Схинас или Схина (на гръцки: Σχοινάς) е село в Република Гърция, дем Александрия, област Централна Македония.

## География
Селото е разположено в областта Урумлък (Румлуки), на надморска височина от 6 m, на 3 km северно от Александрия (Гида). В миналото селото е било на южния бряг на пресушеното в 1930-те години Ениджевардарско езеро.

## История

### В Османската империя
В XIX век Схинас е гръцко село в Солунска каза на Османската империя. Александър Синве („Les Grecs de l’Empire Ottoman. Etude Statistique et Ethnographique“) в 1878 година пише, че в Скинас (Skinas), Камбанийска епархия, живеят 216 гърци. В 1900 година според Васил Кънчов („Македония. Етнография и статистика“) в Шкинат живеят 220 гърци християни.
По данни на секретаря на Българската екзархия Димитър Мишев („La Macédoine et sa Population Chrétienne“) в 1905 година в Шкинат (Chkinat) живеят 220 гърци.
Според доклад на Димитриос Сарос от 1906 година Схинас (Σχοινᾶς) е елиногласно село в Кулакийската епископия със 185 жители с гръцко съзнание.

### В Гърция
През Балканската война в 1912 година в селото влизат гръцки части и след Междусъюзническата в 1913 година Схинас остава в Гърция. След Първата световна война в 1922 година в селото са заселени 27 семейства гърци бежанци със 130 души. В 1928 година Схинас е смесено местно-бежанско селище с 16 бежански семейства и 60 жители бежанци.
Селото е прилично богато. Произвежда предимно памук и захарно цвекло, но също така и боб, пшеница, детелина и други земеделски култури.
| Година    | 1913 | 1920 | 1928 | 1940 | 1951 | 1961 | 1971 | 1981 | 1991 | 2001 | 2011 | 2021 |
| --------- | ---- | ---- | ---- | ---- | ---- | ---- | ---- | ---- | ---- | ---- | ---- | ---- |
| Население | 228  | 279  | 401  | 584  | 677  | 687  | 575  | 552  | 419  | 408  | 390  | 304  |

## Личности
Родени в Схинас
- Димитриос Пройос (Δημήτριος Πρόιος), гръцки андартски деец, агент от трети ред[7]